# Jhonatan de Jesus
Jhonatan Pereira de Jesus (Boa Vista, 3 de setembro de 1983) é um médico e político brasileiro, atual ministro do Tribunal de Contas da União (TCU). Anteriormente, foi deputado federal por Roraima, entre 2011 e 2023.
É filho do também político Mecias de Jesus.

## Carreira

### Deputado federal
Exerceu o cargo de deputado federal entre 2011 e 2023, tendo sido eleito pelo Republicanos (PRB) nas eleições de 2010 e reeleito nas eleições de 2014, 2018 e 2022.
Em 2017, foi presidente da Comissão de Minas e Energia da Câmara dos Deputados do Brasil.
Votou a favor do impeachment de Dilma Rousseff. Já durante o Governo Michel Temer, votou a favor da proposta de um teto para os gastos públicos. Em agosto de 2017 votou contra o processo em que se pedia abertura de investigação do então presidente Michel Temer, ajudando a arquivar a denúncia do Ministério Público Federal.

### Corrupção na Sesau
Segundo um ex-servidor da Secretaria de Saúde do estado de Roraima, chamado Francisvaldo de Melo Paixão, que trabalhou na coordenação geral de urgência e emergência entre janeiro e abril de 2020 na Pandemia de COVID-19, o senador Mecias de Jesus e o deputado Jhonatan de Jesus, ambos do Republicanos, e o senador Telmário Mota, do PROS, fizeram parte da suposta organização criminosa ligada ao senador Chico Rodrigues, do União Brasil. O denunciante disse em depoimento à Polícia Federal que teria sido pressionado a direcionar a licitação da Sesau para a aquisição dos kits de testes para Covid-19.

### Ministro do TCU
Em 2023, o deputado federal foi eleito pela Câmara dos Deputados e confirmado pelo Senado Federal para ser ministro do Tribunal de Contas da União (TCU), sucedendo a ministra Ana Arraes no cargo.
Foi nomeado pelo presidente Luiz Inácio Lula da Silva e tomou posse em 15 de março de 2023.